# Verein für Leibesübungen Wolfsburg (femminile)
Il Verein für Leibesübungen Wolfsburg, meglio noto come Wolfsburg, è una squadra di calcio femminile tedesca con sede nella città di Wolfsburg, nella Bassa Sassonia. Fondata nel 2003 è parte, a livello societario, dell'omonimo club maschile. Milita nella Frauen-Bundesliga, la massima serie del campionato tedesco, della quale ha vinto sette edizioni.

## Storia
Dopo l'associazione al VfL Wolfsburg maschile, la squadra ha disputato nel 2003-04 la sua prima stagione in massima serie con la nuova denominazione, raccogliendo l'ottavo posto finale. Invece, nella stagione successiva, si classificò al dodicesimo (e ultimo) posto, retrocedendo in 2. Frauen-Bundesliga.
Tornato subito nel campionato di massimo livello tramite promozione diretta, il Wolfsburg ha cominciato a crescere anno dopo anno, fino ad arrivare, nel campionato 2011-12, concluso al secondo posto, a contendersi il titolo di campione di Germania.

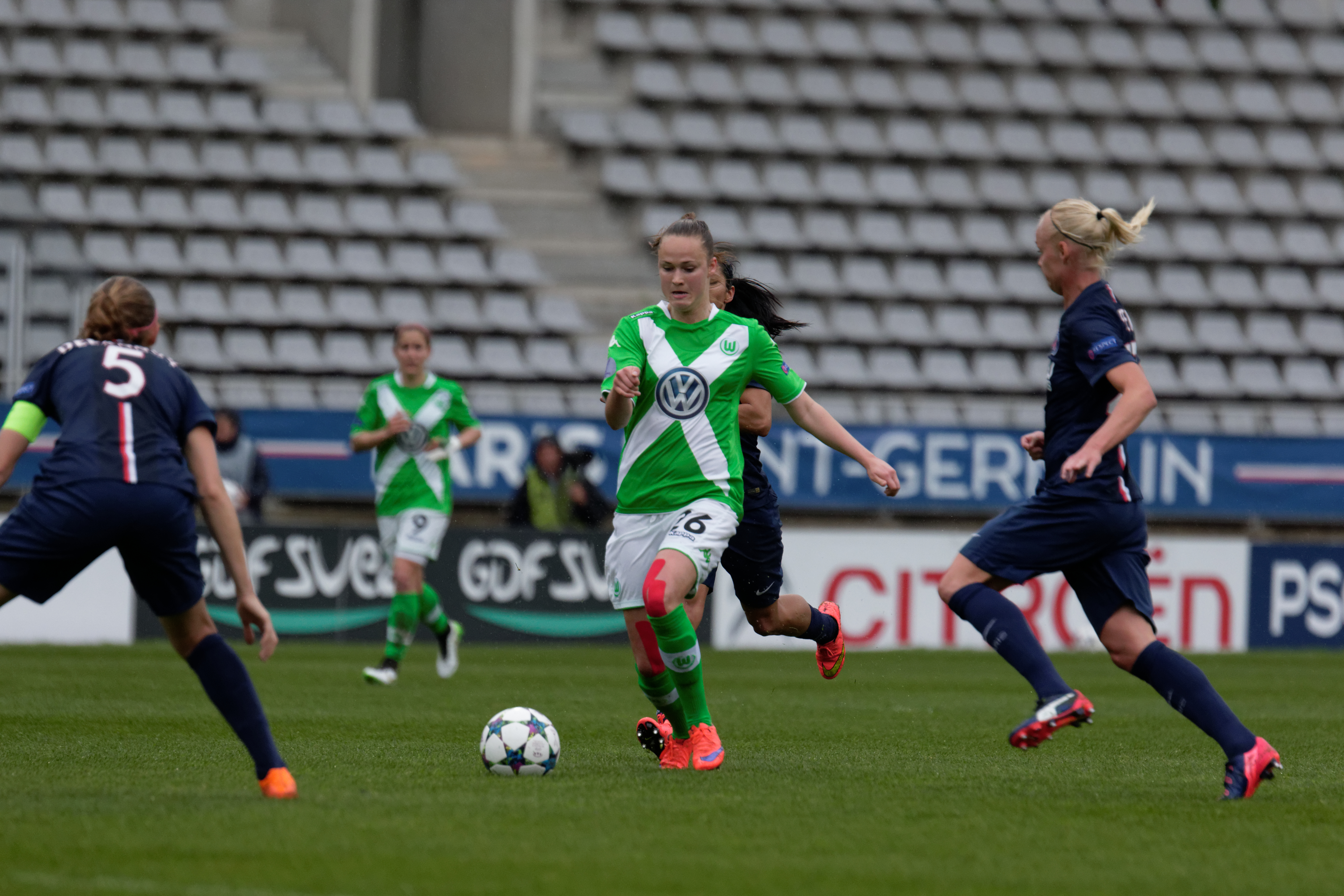
Azione di gioco durante la partita Paris Saint-Germain-Wolfsburg del 26 aprile 2015.

Sarà però la stagione 2012-13, conclusa con la tripletta, ad iscrivere il Wolfsburg tra le potenze del calcio femminile tedesco ed europeo. La squadra, mai vincitrice in precedenza di alcun titolo, riesce a conquistare la coppa di Germania, il campionato e, al debutto nella competizione, la Champions League, battendo 1-0 l'Olympique Lione nella finale giocata il 23 maggio 2013 allo Stamford Bridge.
Nella stagione 2013-14 riesce nell'impresa di riconfermarsi campione d'Europa, battendo 4-3 il Tyresö FF nella finale di Lisbona. Inoltre, conclude il torneo senza subire sconfitte, vincendo otto partite e pareggiandone una, segnando 45 gol e subendone soltanto 7. Diventa così la terza squadra, dopo Umeå IK (2003, 2004) e Olympique Lione (2011, 2012), capace di vincere la manifestazione per due volte consecutive.
Di fatto, considerando anche i risultati della stagione precedente la squadra, non ha mai subito sconfitte in incontri ufficiali internazionali per due anni consecutivi.
Nella medesima stagione riesce, all'ultima giornata di campionato, a riconfermarsi campione di Germania grazie alla vittoria per 2-1 sulle diretti concorrenti del 1. FFC Francoforte, che erano state prime in classifica ed imbattute fino alla penultima giornata.
La stagione 2014-2015 vede il Wolfsburg competere nuovamente ad alti livelli in campo nazionale ed europeo; la squadra raggiunge le semifinali di Champions League, dove esce sconfitta per 2-3 nel doppio confronto contro le francesi del Paris Saint-Germain. Nella gara di andata, disputata in casa, ha visto la prima (e finora unica) sconfitta in Champions League. Dopo due stagioni rivince la Coppa di Germania, imponendosi 3-0 nella finale contro il Turbine Potsdam.

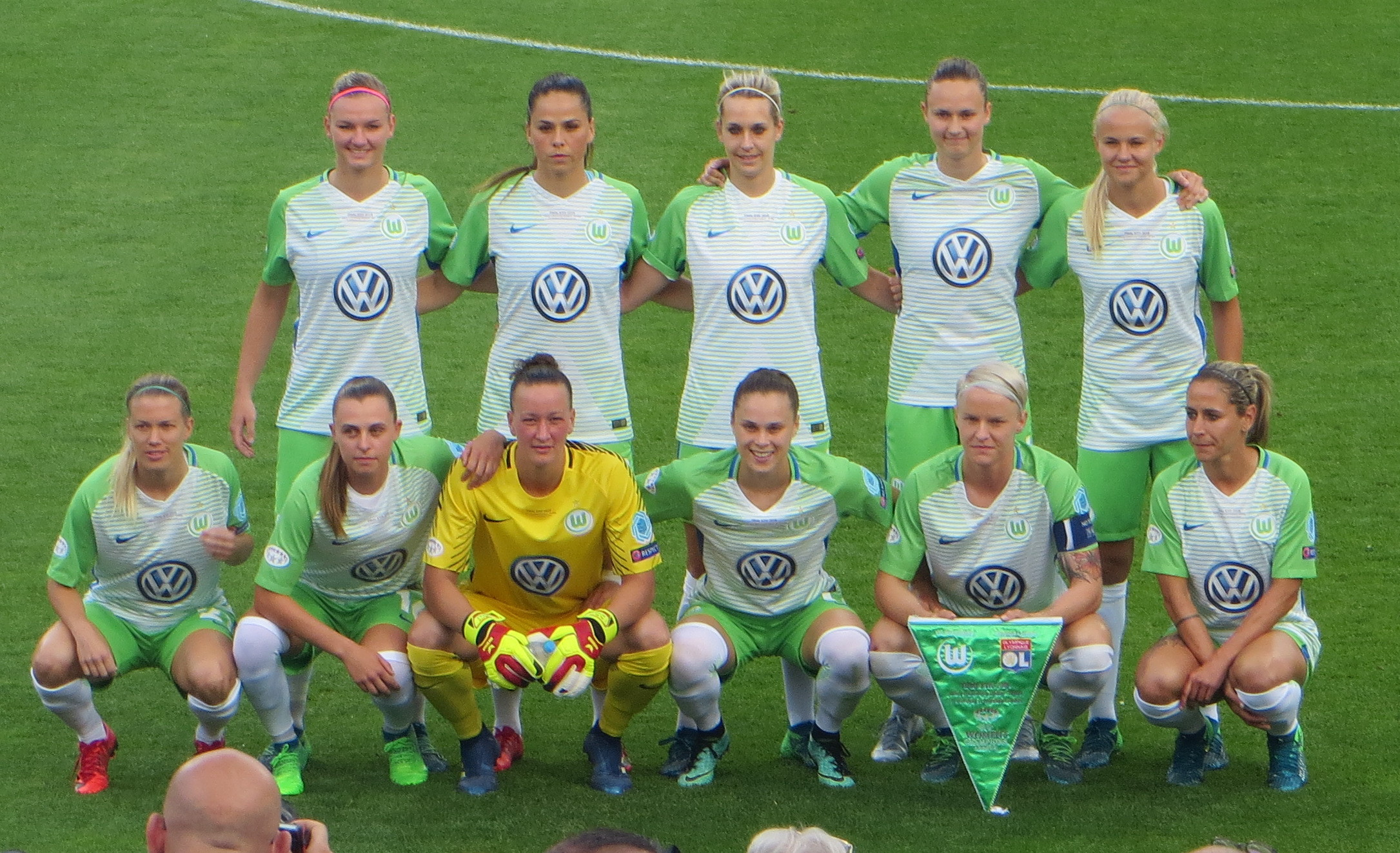
La formazione scesa in campo nella finale della UEFA Women's Champions League 2017-2018

Nella stagione 2015-2016 il Wolfsburg ha nuovamente concluso il campionato al secondo posto sempre dietro al Bayern Monaco e difendendo l'accesso alla UEFA Women's Champions League dal ritorno dell'1. FFC Francoforte. La settimana dopo il termine del campionato ha conquistato per il secondo anno consecutivo la Coppa di Germania, battendo in finale il Sand per 2-1 grazie alla doppietta realizzata da Zsanett Jakabfi. In Champions League ha nuovamente raggiunto la finale senza però riuscire a superare le francesi dell'Olympique Lione, vittoriose dopo i tiri di rigore.
Nella stagione 2016-2017 il Wolfsburg ha vinto la Frauen-Bundesliga per la terza volta nella sua storia e tornando al successo dopo tre anni. La settimana dopo la fine del campionato il Wolfsburg ha vinto la terza Coppa di Germania consecutiva, la quarta complessiva, battendo nuovamente il Sand in finale e ancora per 2-1 grazie alla doppietta realizzata da Pernille Harder nel secondo tempo. In Champions League è stato eliminato nei quarti di finale dalle francesi dell'Olympique Lione.
Da allora ha ininterrottamente conquistato tutti i titoli nazionali, fino alla stagione 2019-2020, salvo poi rivincere il campionato tedesco nel 2022. Vince ininterrottamente la Coppa di Germania dal 2014-2015 al 2023-2024.
Nel 2019 ha inoltre vinto l'importante competizione internazionale per squadre giovanili femminili, Blue Stars/FIFA Youth Cup.
Il 20 novembre 2024, grazie alla vittoria sul Galatasaray per 2-0 presso la fase a gironi della UEFA Women's Champions League 2024-2025, ha totalizzato la centesima vittoria nella competizione, diventando il terzo club a riuscirvi dopo l'Olympique Lione e l'Arsenal.

## Allenatori
- 2003-2008  Bernd Huneke
- 2008-2017  Ralf Kellermann
- 2017-2021  Stephan Lerch
- 2021-  Tommy Stroot

## Palmarès

### Competizioni nazionali
- Campionato tedesco: 7  (record condiviso con il 1. FFC Frankfurt)

2012-2013, 2013-2014, 2016-2017, 2017-2018, 2018-2019, 2019-2020, 2021-2022
- Coppa di Germania: 11  (record)

2012-2013, 2014-2015, 2015-2016, 2016-2017, 2017-2018, 2018-2019, 2019-2020, 2020-2021, 2021-2022, 2022-2023, 2023-2024
- Campionato tedesco di seconda divisione: 1

2005-2006

### Competizioni internazionali
- UEFA Women's Champions League: 2

2012-2013, 2013-2014

## Statistiche

### Partecipazioni ai campionati
| Livello | Categoria            | Partecipazioni | Debutto   | Ultima stagione | Totale |
| ------- | -------------------- | -------------- | --------- | --------------- | ------ |
| 1º      | Frauen-Bundesliga    | 21             | 2003-2004 | 2023-2024       | 21     |
| 2º      | 2. Frauen-Bundesliga | 1              | 2004-2005 | 2004-2005       | 1      |

### Partecipazioni alle coppe
| Competizione                  | Partecipazioni | Debutto   | Ultima stagione | Totale |
| ----------------------------- | -------------- | --------- | --------------- | ------ |
| DFB-Pokal der Frauen          | 22             | 2003-2004 | 2023-2024       | 22     |
| UEFA Women's Champions League | 12             | 2012-2013 | 2023-2024       | 12     |

## Organico

### Rosa 2024-2025
Rosa, ruoli e numeri di maglia come da sito ufficiale, aggiormnati al 10 settembre 2024.
| N. |                        | Ruolo | Calciatrice        |
| -- | ---------------------- | ----- | ------------------ |
| 1  | Germania (bandiera)    | P     | Merle Frohms       |
| 2  | Paesi Bassi (bandiera) | D     | Lynn Wilms         |
| 3  | Paesi Bassi (bandiera) | D     | Caitlin Dijkstra   |
| 4  | Germania (bandiera)    | D     | Kathrin Hendrich   |
| 6  | Germania (bandiera)    | D     | Janina Minge       |
| 7  | Germania (bandiera)    | C     | Chantal Hagel      |
| 8  | Germania (bandiera)    | C     | Lena Lattwein      |
| 9  | Paesi Bassi (bandiera) | A     | Lineth Beerensteyn |
| 10 | Germania (bandiera)    | C     | Svenja Huth        |
| 11 | Germania (bandiera)    | A     | Alexandra Popp     |
| 12 | Germania (bandiera)    | P     | Nelly Smolarczyk   |
| 13 | Ungheria (bandiera)    | C     | Luca Papp          |
| 14 | Spagna (bandiera)      | D     | Nuria Rábano       |
| 15 | Ungheria (bandiera)    | D     | Diána Németh       |
| 16 | Germania (bandiera)    | D     | Camilla Küver      |
| 17 | Germania (bandiera)    | C     | Kristin Demann     |

| N. |                        | Ruolo | Calciatrice         |
| -- | ---------------------- | ----- | ------------------- |
| 18 | Norvegia (bandiera)    | C     | Justine Kielland    |
| 19 | Paesi Bassi (bandiera) | A     | Fenna Kalma         |
| 20 | Spagna (bandiera)      | A     | Ariana Arias        |
| 21 | Svezia (bandiera)      | A     | Rebecka Blomqvist   |
| 22 | Germania (bandiera)    | P     | Lisa Schmitz        |
| 23 | Islanda (bandiera)     | C     | Sveindis Jonsdottir |
| 24 | Germania (bandiera)    | D     | Joelle Wedemeyer    |
| 25 | Germania (bandiera)    | A     | Vivien Endemann     |
| 28 | Germania (bandiera)    | A     | Tabea Sellner       |
| 29 | Germania (bandiera)    | C     | Jule Brand          |
| 30 | Germania (bandiera)    | P     | Anneke Borbe        |
| 31 | Germania (bandiera)    | D     | Marina Hegering     |
| 35 | Germania (bandiera)    | D     | Karla Brinkmann     |
| 39 | Germania (bandiera)    | D     | Sarai Linder        |
|    | Germania (bandiera)    | D     | Yasu Wöhrn          |